# Ghana ai Giochi della XXIX Olimpiade
Il Ghana ha partecipato ai Giochi della XXIX Olimpiade di Pechino, svoltisi dall'8 al 24 agosto 2008, con una delegazione di 9 atleti.

## Atletica leggera
| Gara  | Atleta      | Batterie | Batterie | Quarti | Quarti | Semifinali | Semifinali | Finale | Finale |
| Gara  | Atleta      | Tempo    | Pos.     | Tempo  | Pos.   | Tempo      | Pos.       | Tempo  | Pos.   |
| ----- | ----------- | -------- | -------- | ------ | ------ | ---------- | ---------- | ------ | ------ |
| 100 m | Aziz Zakari | 10"34    | 4        | 10"24  | 5      |            |            |        |        |
| 200 m | Seth Amoo   | 20"91    | 4        |        |        |            |            |        |        |

| Gara  | Atleta    | Batterie    | Batterie    | Quarti | Quarti | Semifinali | Semifinali | Finale | Finale |
| Gara  | Atleta    | Tempo       | Pos.        | Tempo  | Pos.   | Tempo      | Pos.       | Tempo  | Pos.   |
| ----- | --------- | ----------- | ----------- | ------ | ------ | ---------- | ---------- | ------ | ------ |
| 100 m | Vida Anim | 11"47       | 2           | 11"32  | 3      | 11"51      | 8          |        |        |
| 200 m | Vida Anim | non partita | non partita |        |        |            |            |        |        |

## Pugilato
| Gara                | Atleta                | Sedicesimi                                 | Ottavi                         | Quarti | Semifinali | Finale |
| ------------------- | --------------------- | ------------------------------------------ | ------------------------------ | ------ | ---------- | ------ |
| Pesi mosca leggeri  | Manyo Plange          | Harry Tanamor (Filippine) 6-3              | Paulo Carvalho (Brasile) 12-21 |        |            |        |
| Pesi gallo          | Issah Samir           | Hector Manzanilla Rangel (Venezuela) 10-13 |                                |        |            |        |
| Pesi piuma          | Prince Dzanie         | Idel Torriente (Cuba) 2-11                 |                                |        |            |        |
| Pesi welter leggeri | Samuel Kotey Neequaye | Bradley Saunders (Gran Bretagna) KO (1-24) |                                |        |            |        |
| Pesi medi           | Ahmed Saraku          | Andranik Hakobyan (Armenia) 8-14           |                                |        |            |        |
| Pesi mediomassimi   | Bastir Samir          | Izobo Dauda (Nigeria) RSC                  | Washington Silva (Brasile) 7-9 |        |            |        |